# Mathieu Lewin
Mathieu Lewin (né en 1977 à Senlis) est un mathématicien français, travaillant en physique mathématique. Il a obtenu en juillet 2012 un prix de la Société mathématique européenne pour ses travaux en chimie quantique, sur l'approximation de champ moyen en électrodynamique quantique et en physique statistique,.

## Biographie
Mathieu Lewin fait ses études à l'École normale supérieure de Cachan (1998-2002), puis à l’université Paris-Dauphine ou il soutient sa thèse de doctorat en juin 2004. Son directeur de thèse est Éric Séré. Il fait un post-doc à l’université de Copenhague avec Jan Philip Solovej (en) (2004-2005) et en 2005 à l’INRIA et au CERMICS (École nationale des ponts et chaussées). Il est nommé chargé de recherche CNRS à l'Université de Cergy-Pontoise en 2005, puis directeur de recherche au CEREMADE (Université Paris-Dauphine) en 2014, laboratoire dont il occupe la direction depuis le 1er janvier 2023.

## Sujet de recherche
Ses travaux concernent les propriétés mathématiques de modèles décrivant la matière à l'échelle microscopique, basés sur la mécanique quantique. Les techniques employées sont issues du calcul variationnel, de l'analyse non linéaire, des équations aux dérivées partielles et de la théorie spectrale. Par exemple, il a étudié divers modèles non linéaires pour les atomes et les molécules (modèles multi-configurations et de Hartree-Fock), ou pour des systèmes quantiques infinis, en particulier dans l'approximation de champ moyen (pour la théorie quantique des champs, ou en matière condensée).
Maria Esteban, directrice de recherche au CNRS écrivait à son propos en 2015 : « À 37 ans, il est déjà reconnu sur le plan international comme l'un des meilleurs spécialistes de physique mathématique. Cet été, il a été invité à faire une conférence plénière lors du Congrès international de physique mathématique, qui a lieu tous les trois ans, ce qui n'est pas si courant à son âge ! Mathieu a apporté plusieurs contributions importantes et introduit de nouvelles approches qui marqueront notre discipline. Ses travaux en chimie quantique lui ont valu de recevoir le prix 2012 de la Société européenne de mathématiques, la récompense la plus importante pour des jeunes mathématiciens en Europe. Il est à la fois capable de conduire des travaux très théoriques et de manier des modèles numériques très complexes destinés à des applications concrètes. Il maîtrise la chaîne de part en part, ce qui est une qualité rare. En plus d'être un excellent mathématicien, il connaît parfaitement la physique et la chimie qui sont derrière les équations qu'il étudie. Cela lui permet de mieux nourrir sa réflexion sur les échanges qu'il a avec les chercheurs de ces disciplines. »

## Sélection de travaux
- « Solutions of the multiconfiguration equations in quantum chemistry », Arch. Rational Mech. Anal., vol. 171, 2004, p. 83-114, DOI 10.1007/s00205-003-0281-6
- (avec Maria J. Esteban et Éric Séré) « Variational methods in relativistic quantum mechanics », Bull. Amer. Math. Soc. (N.S.), vol. 45, 2008, p. 535-593, arXiv:0706.3309
- « Geometric methods for nonlinear many-body quantum systems », J. Func. Anal., vol. 260, 2011, p. 3535-3595 DOI 10.1016/j.jfa.2010.11.017, arXiv:1009.2836
- (avec Rupert L. Frank, Elliott, H. Lieb et Robert Seiringer) « Energy Cost to Make a Hole in the Fermi Sea », Phys. Rev. Lett., vol. 106, 2011, p. 150402, DOI 10.1103/PhysRevLett.106.150402, arXiv:1102.1414
- (avec Phan Thành Nam et Nicolas Rougerie) « Derivation of Hartree's theory for generic mean-field Bose gases », Adv. Math. (2014), 254, 570-621, arXiv:1303.0981